# Касьянов Артем Андрійович
Артем Андрійович Касьянов (нар. 20 квітня 1983, Стаханов, Луганська область, УРСР) — український футболіст, півзахисник клубу «Вікторія».

## Клубна кар'єра
Футболом розпочав займатися в Стаханові (ДЮСШ) у 1989 році, у віці 6 років. Перший тренер — А.М. Музика. У 1997 році став гравцем першої команди клубу «Динамо» (Стаханов). У нижчих лігах виступав до 2000 року, допоки не перейшов до друголігової «Сталі», якою керував Анатолій Волобуєв. У новому клубі показав себе з найкращої сторони. Найкращим для Артема став сезон 2003/04 років, в якому він зіграв 29 матчів та відзначився 4-ма голами, провів також 4 поєдинки в кубку України. Загалом у футболці сталі зіграв 63 матчі в другій лізі (7 голів) і 8 матчів у кубку України. У 2005 році разом з командою вийшов до Вищої ліги. Виступав також за «Сталь-2» та «Сталь-3». У 2007 році перейшов до «Металург» з Донецька, а наступного сезону до «Харкова». 9 липня 2009 року підписано дворічний договір з одеським «Чорноморцем». Під час зимової перерви сезону 2009/10 років одеський клуб відмовився від послуг гравця. 
Після цього виїхав до Казахстану, де захищав кольори «Ордабаси». У клубі був ключовим гравцем лінії півзахисту, виступаючи на позиції опорного хавбека. На його рахунку 146 зіграних матчів і 21 забитий м'яч у казахстанській Прем'єр-лізі. На початку січня 2016 року залишив клуб.
На початку лютого 2016 року офіційно став гравцем «Металіста». У травні 2016 року розірвав контракт з харківським клубом
7 червня 2016 року став гравцем талдикорганского «Жетису».  21 січня 2017 року перейшов до «Алтая» (Семей). Однак у лютому виявилося, що клуб не вийшов до найвищого дивізіону, після чого гравець розірвав свій контракт з Алтаєм. 
5 квітня 2017 року повернувся до «Жетису». За підсумками сезону 2017 року з «Жетису» став переможцем Першої ліги Казахстану. У складі талдикорганской команди є капітаном команди і одним з кращих бомбардирів - забив 7 м'ячів в чемпіонаті. За підсумками голосування, проведеного ПФЛ Казахстану, Касьянов визнаний найкращим гравцем чемпіонату 2017 року. По завершенні сезону залишив «Жетису».

## Кар'єра в збірній
У 2003 році зіграв єдиний матч у футболці молодіжної збірної України.

## Досягнення
- Кубок Казахстану
  -  Володар (1): 2011

- Суперкубок Казахстану
  -  Володар (1): 2012

- Перша ліга Казахстану
  -  Чемпіон (1): 2017